# Martha Rogers
Martha Elizabeth Rogers (Dallas, 12 mei 1914 – 13 maart 1994) was een Amerikaanse verpleegkundige, onderzoeker, theoreticus en auteur. Ze staat bekend om haar pseudowetenschappelijke theorieën over verpleegkunde en paranormale geneeswijzen.